# أوفي كيندفال
أوفي كيندفال (بالسويدية: Ove Kindvall) (مواليد 16 مايو 1943) هو لاعب كرة قدم. لعب مع منتخب السويد لكرة القدم. سبق له أن لعب في كأس العالم لكرة القدم مع منتخب بلاده.

## روابط خارجية
- أوفي كيندفال على موقع الاتحاد الدولي (مؤرشف)  (الإنجليزية)
- أوفي كيندفال على موقع الاتحاد الأوربي (الإنجليزية)
- أوفي كيندفال على موقع قاعدة بيانات كرة القدم.إي يو (الإنجليزية)
- أوفي كيندفال على موقع ناشيونال فوتبول تيمز (الإنجليزية)
- أوفي كيندفال على موقع عالم كرة القدم.نت (الإنجليزية)